# Edward Morris, 1. Baron Morris

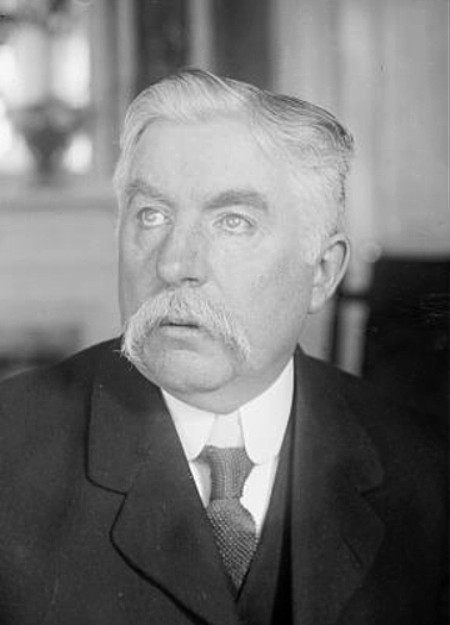
Edward Morris vor 1919

Edward Patrick Morris, 1. Baron Morris (* 8. Mai 1859 in St. John’s, Kolonie Neufundland; † 24. Oktober 1935, London, Vereinigtes Königreich) war ein neufundländischer Rechtsanwalt und Politiker. Von 1909 bis 1917 war er Premierminister des britischen Dominion Neufundland, das von 1907 bis 1934 ein eigenständiges Dominion im Britischen Reich bildete.

## Leben und Wirken

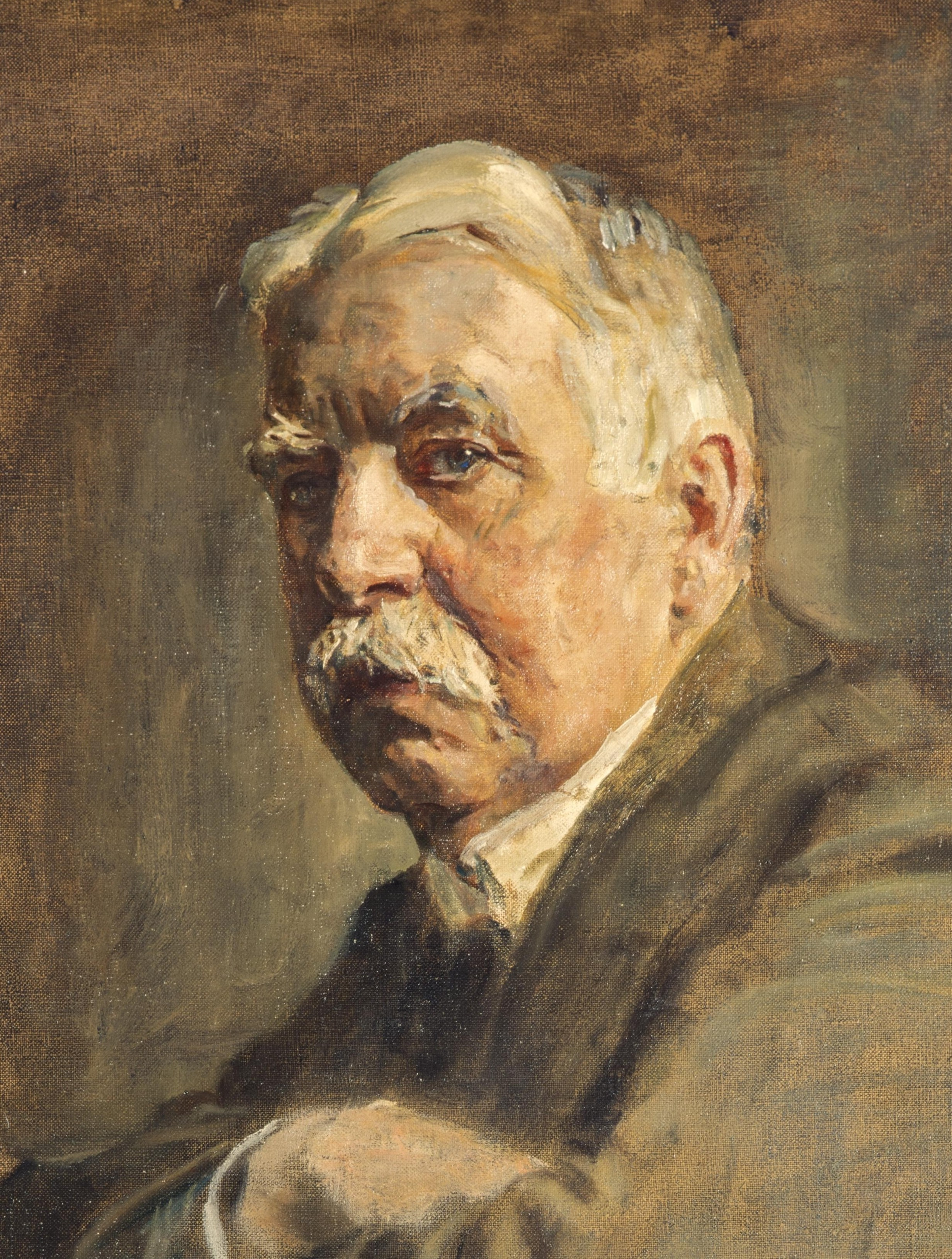
James Guthrie: Edward Patrick Morris, 1. Baron Morris. Porträtstudie für Statesmen of World War I

Edward Morris war das fünfte der sechs Kinder von Edward Morris und Catherine Fitzgerald, die beide aus Irland stammten. Er besuchte das St. Bonaventure College in St. John’s, das eine der besten Ausbildungen in der britischen Kolonie Neufundland bot. Zwischen 1878 und 1880 studierte er Rechtswissenschaften an der High School am College of Ottawa. 1884 wurde er als Anwalt zugelassen und gründete bald darauf in St. John’s zusammen mit seinem Bruder Francis J. Morris eine Anwaltskanzlei. 
Morris wurde 1885 erstmals in das Parlament von Neufundland (House of Assembly) gewählt. Insgesamt gewann er zehnmal im Wahlkreis von St. John’s. 1889 trat er dem liberalen Kabinett von William Whiteway bei. In der Liberal Party galt er als hochrangiger Politiker mit großem Einfluss in St. John’s. 1897 übernahm Robert Bond den Vorsitz in der Liberal Party und 1900 das Amt des Premierministers. Morris wurde zunächst Justizminister in Bonds Kabinett, trat aber 1907 zurück und gründete 1908 eine eigene Partei, die People’s Party, mit der er 1909 die Wahl gewinnen konnte und Premierminister wurde. 1913 wurde Morris zum Knight Commander des Order of St. Michael and St. George ernannt. Er war auch Mitglied im britischen Kronrat (Privy Council).
Unter seiner Führung unterstützte Neufundland das britische Mutterland im Ersten Weltkrieg mit der Entsendung von Bodentruppen. Er vertrat das Dominion im Kriegskabinett und nahm an der Reichskonferenz (Imperial Conference) von 1917 teil. Im weiteren Verlauf des Krieges sank seine Popularität. Ihm wurden und Misswirtschaft und ein schlechtes Krisenmanagement vorgeworfen. 
Nachdem er 1917 die erste Allparteienregierung gebildet hatte, zog sich Morris Anfang 1918 nach England zurück. Dort wurde er für seine Verdienste bei den Kriegsanstrengungen als erster Baron Morris in den Adelsstand erhoben. Morris zog nach London und nahm seinen Sitz im House of Lords ein. Für den Rest seines Lebens blieb er in Großbritannien kehrte nur einmal Neufundland zurück. 1901 hatte er Isabel Langrishe LeGallais geheiratet. Mit ihr hatte er einen Sohn. Sie starb 1934. Morris starb ein Jahr später 1935 im Alter von 76 Jahren in London.